# Lista de conflitos envolvendo o Paquistão

## Tabela
Esta é uma Lista de guerras envolvendo a República Islâmica do Paquistão.
| Conflito                                        | Combatente 1                                 | Combatente 2                                                                            | Resultado                                                                                              |
| ----------------------------------------------- | -------------------------------------------- | --------------------------------------------------------------------------------------- | --- |
| Guerra Indo-Paquistanesa de 1947 (1947–1948)    | Paquistão                                    | Índia - Jammu e Caxemira                                                                | ONU Cessar-fogo - Paquistão controla Azad Kashmir e Gilgit-Baltistão, a Índia tem Jammu e Caxemira     |
| Conflito no Baluchistão (1948–presente)         | Paquistão                                    | Exército de Libertação do Baluchistão Jundallah (Pakistan) Exército Republicano Baluchi | Continua - Revolta em curso contra as autoridades paquistanesas.                                       |
| Guerra Indo-Paquistanesa de 1965 (1965)         | Paquistão                                    | Índia                                                                                   | ONU Cessar-fogo - Sem alterações territoriais permanentes ver Declaração Tashkent.                     |
| Guerra Indo-Paquistanesa de 1971 (1971)         | Paquistão - Estados Unidos · Jordânia · Iran | Índia · Bangladesh - União Soviética                                                    | Derrota - Rendição paquistanês.                                                                        |
| Guerra de Independência de Bangladesh (1971)    | Paquistão                                    | Índia · Mukti Bahini                                                                    | Derrota - Rendição do Paquistão, o Independência de Bangladesh.                                        |
| Guerra de Kargil (1999)                         | Paquistão                                    | Índia                                                                                   | Derrota - Return to status quo ante bellum - Retiro militares paquistaneses de Kargil - Veja rescaldo. |
| Guerra no Noroeste do Paquistão (2004–presente) | Paquistão · Estados Unidos                   | Taliban Paquistanês Al-Qaeda                                                            | Continua - Revolta em curso contra as autoridades paquistanesas.                                       |